# Челси Корка
Челси Корка (род. 10 июня 1986, Купер-Сити, Флорида, США) — американская певица и танцовщица. Участница группы The Paradiso Girls. Наиболее известна участием в телевизионном шоу Pussycat Dolls Present: The Search For the Next Doll, где заняла третье место.

## До начала профессиональной карьеры
Происходит из семьи с венгерскими корнями. Росла с двумя братьями, поэтому среди её друзей было много мальчиков, из-за чего она увлекалась катанием на скейтборде, компьютерными играми и комиксами. В 2005 году переболела бактериальным менингитом и едва не потеряла жизнь. В 2007 году стала Мисс Западный Брауард и участвовала в конкурсе «Мисс Флорида».
Работала официанткой, певицей и танцовщицей в родном городе. В 2006 году решила участвовать в Pussycat Dolls Present.

## Карьера

### 2007: Pussycat Dolls Present: Search for the Next Doll
Участвовала в прослушивании для шоу «в явочном порядке». Дойдя до полуфинале она заболела, но поскольку Робин Энтин посчитал её девушкой с наибольшим потенциалом, ей разрешили продолжить участие. Во время соревнования Челси считалась отстающей из-за недостаточных танцевальных навыков. Хотя её певческие способности впечатлили судей, ей потребовалось некоторое время, чтобы сравняться с другими участниками по части хореографии. Дошла до финала, заняла третье место.

### 2008—2010: Paradiso Girls
Появилась на CW Upfronts в сезоне 2008—2009 гг. для рекламы Pussycat Dolls Present: Girlicious и в интервью CW Source сказала, что присоединится к группе-аналогу The Paradiso Girls. В составе группы выступала на Fashion Cares вместе с финалистками шоу Мелиссой Смит и Мелиссой Райс Также выступала в Pussycat Dolls Lounge с Мелоди Торнтон, как особая гостья.
Записала бэк-вокал для песни Бритни Спирс «Amnesia». Также вместе с Space Cowboy исполняла вокальные партии в песнях «Falling Down» и «I Came 2 Party Remix», а также часто появлялась в музыкальных клипах LMFAO, группы своего бойфренда. Снялась в клипе Shwayze на песню Love Letter со Sky Blu (камео).
Путешествовала в туре с Paradiso Girls с июля 2009 с их ведущим синглом Patron Tequila, включая выступление в Сан-Диего 9 октября 2009 года с Shwayze. Также приняла участие в Party Rock Tour.

### После Paradiso Girls
Согласно официальному твиттеру, Челси готовится к началу сольной карьеры в роли певицы и диджея. Ожидается выпуск альбома в 2012 году. Работает моделью для Violent Lips. 
10 января 2012 года выпустила альбом из 5 песен The EP. 

## Дискография

### Синглы
| Year | Single                                       | Chart Positions | Album       |
| Year | Single                                       | US Dance        | Album       |
| ---- | -------------------------------------------- | --------------- | ----------- |
| 2009 | «Patron Tequila» (featuring Lil Jon and Eve) | 3               | Crazy Horse |
| 2010 | «Who’s My Bitch»                             | 28              | Crazy Horse |

Featured singles
- «Falling Down» feat. Space Cowboy (2009)

### Chelsea Korka:The EP
Tracklisting:
- My All
- Big Cheese (Give it to me)
- In Love Again
- Make Me Feel
- Lost In The Music